# Hey Brother
Hey Brother er en single af den svenske DJ Avicii, som var hans tredje single fra debutalbummet True. Sangen blev udgivet den 9. oktober 2013 via Universal Music, og den er sunget af den amerikanske countrysanger Dan Tyminski. Sangen er skrevet af Tim Bergling (Avicii) og Vincent Pontare og Salem Al Fakir, som også er kendt under navnet Vargas & Lagola. Sangen opnåede også succes i Danmark, hvor den lå nr. 2 på Hitlisten.

## Historie
Sangen var Aviciis første country sang, og den blev skrevet i en kælder i Stockholm af Avicii og Vargas & Lagola. De opdagede Dan Tyminski, da han sang i filmen O Brother, Where Art Thou?. Dan Tyminski var også med til at spille sangen til Ultra Music Festival i 2013.

## Hitlister
| Hitliste(2013–2014)                              | Højeste position |
| ------------------------------------------------ | ---------------- |
| Australien (ARIA)                                | 2                |
| Østrig (Ö3 Austria Top 40)                       | 1                |
| Belgien (Ultratop 50 Flanderen)                  | 3                |
| Belgien Dance (Ultratop Flanderen)               | 3                |
| Belgien (Ultratop 50 Vallonien)                  | 1                |
| Belgien Dance (Ultratop Vallonien)               | 1                |
| Brazil (Billboard Brasil Hot 100)                | 29               |
| Brazil Hot Pop Songs (Billboard Brasil)          | 8                |
| Canada (Canadian Hot 100)                        | 10               |
| 19                                               |                  |
| Tjekkiet (Rádio Top 100)                         | 1                |
| Tjekkiet (Singles Digitál Top 100)               | 14               |
| Danmark (Track Top-40)                           | 2                |
| Finland (Suomen virallinen lista)                | 1                |
| Frankrig (SNEP)                                  | 1                |
| Tyskland (Official German Charts)                | 1                |
| Ungarn (Rádiós Top 40)                           | 1                |
| Ungarn (Single Top 40)                           | 1                |
| Ungarn (Dance Top 40)                            | 1                |
| Irland (IRMA)                                    | 2                |
| Italy (FIMI)                                     | 3                |
| Italy (Dance Club Chart Top 50)                  | 1                |
| Japan (Japan Hot 100)                            | 83               |
| Holland (Dutch Top 40)                           | 1                |
| Holland (Single Top 100)                         | 2                |
| Netherlands (Mega Dance Top 30)                  | 1                |
| New Zealand (RIANZ)                              | 4                |
| Norge (VG-lista)                                 | 1                |
| Polen (Polish Airplay Top 100)                   | 1                |
| Polen (Dance Top 50)                             | 6                |
| Romania (Airplay 100)                            | 4                |
| Skotland (Official Charts Company)               | 1                |
| Slovakiet (Rádio Top 100)                        | 1                |
| Slovakiet (Singles Digitál Top 100)              | 24               |
| Slovenia (SloTop50)                              | 1                |
| Sydafrika (EMA)                                  | 2                |
| Spanien (PROMUSICAE)                             | 1                |
| Sverige (Sverigetopplistan)                      | 1                |
| Schweiz (Schweizer Hitparade)                    | 1                |
| Storbritannien Singles (Official Charts Company) | 2                |
| Storbritannien Dance (Official Charts Company)   | 1                |
| USA Billboard Hot 100                            | 16               |
| USA Adult Top 40 (Billboard)                     | 19               |
| USA Country Airplay (Billboard)                  | 59               |
| USA Dance Club Songs (Billboard)                 | 1                |
| USA Hot Dance/Electronic Songs (Billboard)       | 1                |
| USA Mainstream Top 40 (Billboard)                | 10               |
| USA Rock Airplay (Billboard)                     | 27               |

| Chart (2018)                               | Peak position |
| ------------------------------------------ | ------------- |
| Portugal (AFP)                             | 63            |
| USA Hot Dance/Electronic Songs (Billboard) | 7             |

| Hitliste (2013)                           | Position |
| ----------------------------------------- | -------- |
| Australia (ARIA)                          | 28       |
| Australia Dance (ARIA)                    | 4        |
| Austria (Ö3 Austria Top 40)               | 24       |
| Belgium (Ultratop 50 Flanders)            | 86       |
| Belgium Dance (Ultratop Flanders)         | 67       |
| Belgium Dance (Ultratop Wallonia)         | 73       |
| France (SNEP)                             | 66       |
| Germany (Media Control AG)                | 18       |
| Hungary (Dance Top 40)                    | 51       |
| Hungary (Rádiós Top 40)                   | 49       |
| Ireland (IRMA)                            | 15       |
| Netherlands (Dutch Top 40)                | 35       |
| Netherlands (Single Top 100)              | 25       |
| Netherlands Dance (Mega Dance Top 50)     | 6        |
| Slovenia (SloTop50)                       | 47       |
| Sweden (Sverigetopplistan)                | 8        |
| Switzerland (Schweizer Hitparade)         | 37       |
| UK Singles (Official Charts Company)      | 82       |
| US Hot Dance/Electronic Songs (Billboard) | 50       |
| Hitliste (2014)                           | Position |
| Australia (ARIA)                          | 79       |
| Australia Dance (ARIA)                    | 14       |
| Austria (Ö3 Austria Top 40)               | 49       |
| Belgium (Ultratop 50 Flanders)            | 23       |
| Belgium Dance (Ultratop Flanders)         | 39       |
| Belgium (Ultratop 50 Wallonia)            | 17       |
| Belgium Dance (Ultratop Wallonia)         | 20       |
| Canada (Canadian Hot 100)                 | 25       |
| Denmark (Tracklisten)                     | 50       |
| France (SNEP)                             | 40       |
| Germany (Official German Charts)          | 60       |
| Hungary (Dance Top 40)                    | 8        |
| Hungary (Rádiós Top 40)                   | 28       |
| Hungary (Single Top 40)                   | 14       |
| Italy (FIMI)                              | 16       |
| Netherlands (Dutch Top 40)                | 32       |
| Netherlands (Single Top 100)              | 48       |
| Netherlands Dance (Mega Dance Top 50)     | 8        |
| New Zealand (Recorded Music NZ)           | 24       |
| Poland (ZPAV)                             | 38       |
| Romania (Airplay 100)                     | 7        |
| Russia Airplay (Tophit)                   | 171      |
| Slovenia (SloTop50)                       | 13       |
| Spain (PROMUSICAE)                        | 6        |
| Sweden (Sverigetopplistan)                | 25       |
| Switzerland (Schweizer Hitparade)         | 15       |
| Ukraine Airplay (Tophit)                  | 95       |
| UK Singles (Official Charts Company)      | 24       |
| US Billboard Hot 100                      | 60       |
| US Dance Club Songs (Billboard)           | 48       |
| US Hot Dance/Electronic Songs (Billboard) | 7        |
| Hitliste (2018)                           | Position |
| US Hot Dance/Electronic Songs (Billboard) | 94       |

| Hitliste (2010–2019)                      | Position |
| ----------------------------------------- | -------- |
| US Hot Dance/Electronic Songs (Billboard) | 36       |